# Sideroxylon polynesicum
Sideroxylon polynesicum är en tvåhjärtbladig växtart som först beskrevs av Wilhelm B. Hillebrand, och fick sitt nu gällande namn av Jenny E.E. Smedmark och Arne A. Anderberg. Sideroxylon polynesicum ingår i släktet Sideroxylon och familjen Sapotaceae. IUCN kategoriserar arten globalt som sårbar. Inga underarter finns listade i Catalogue of Life.

## Bildgalleri

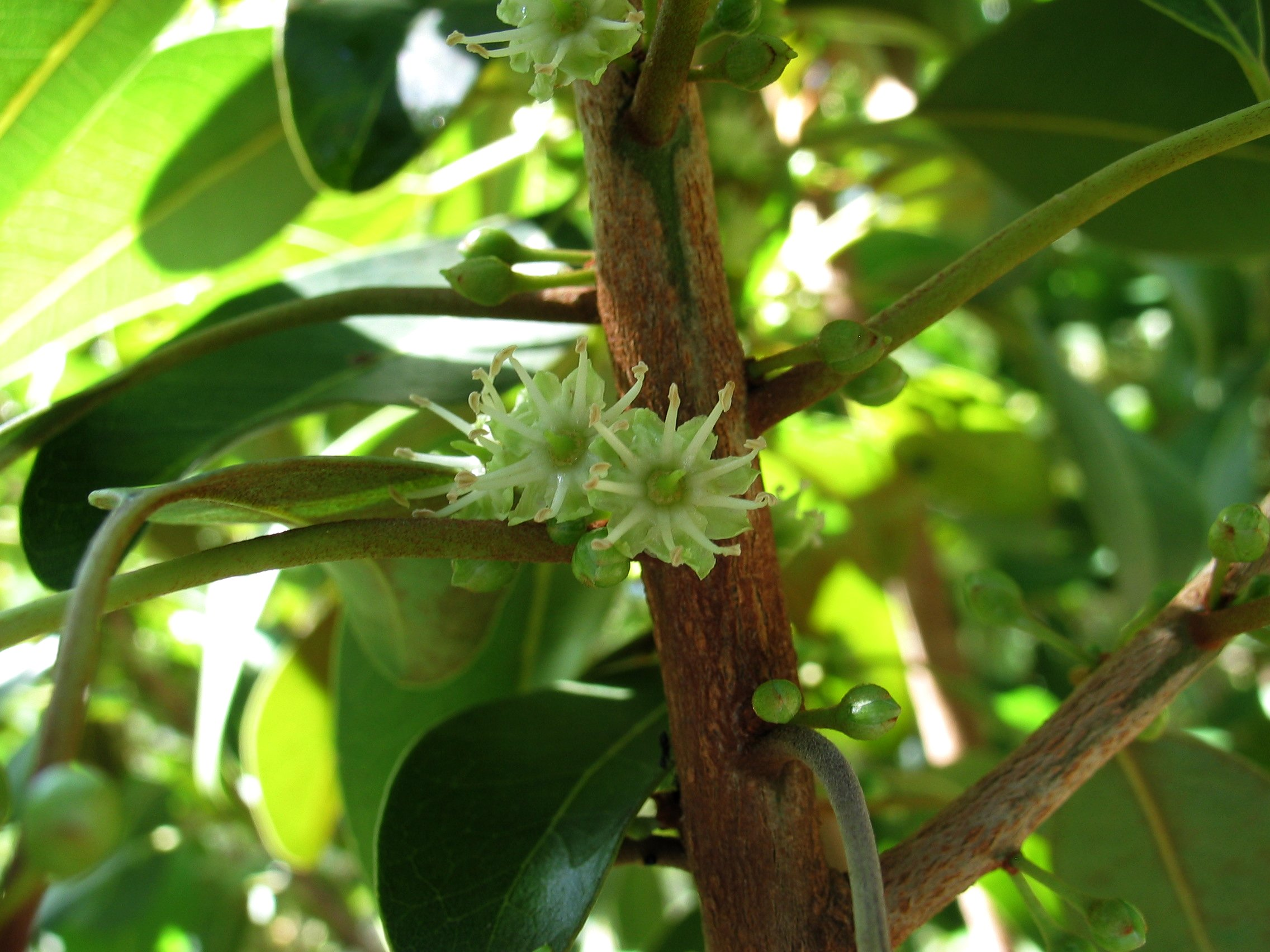
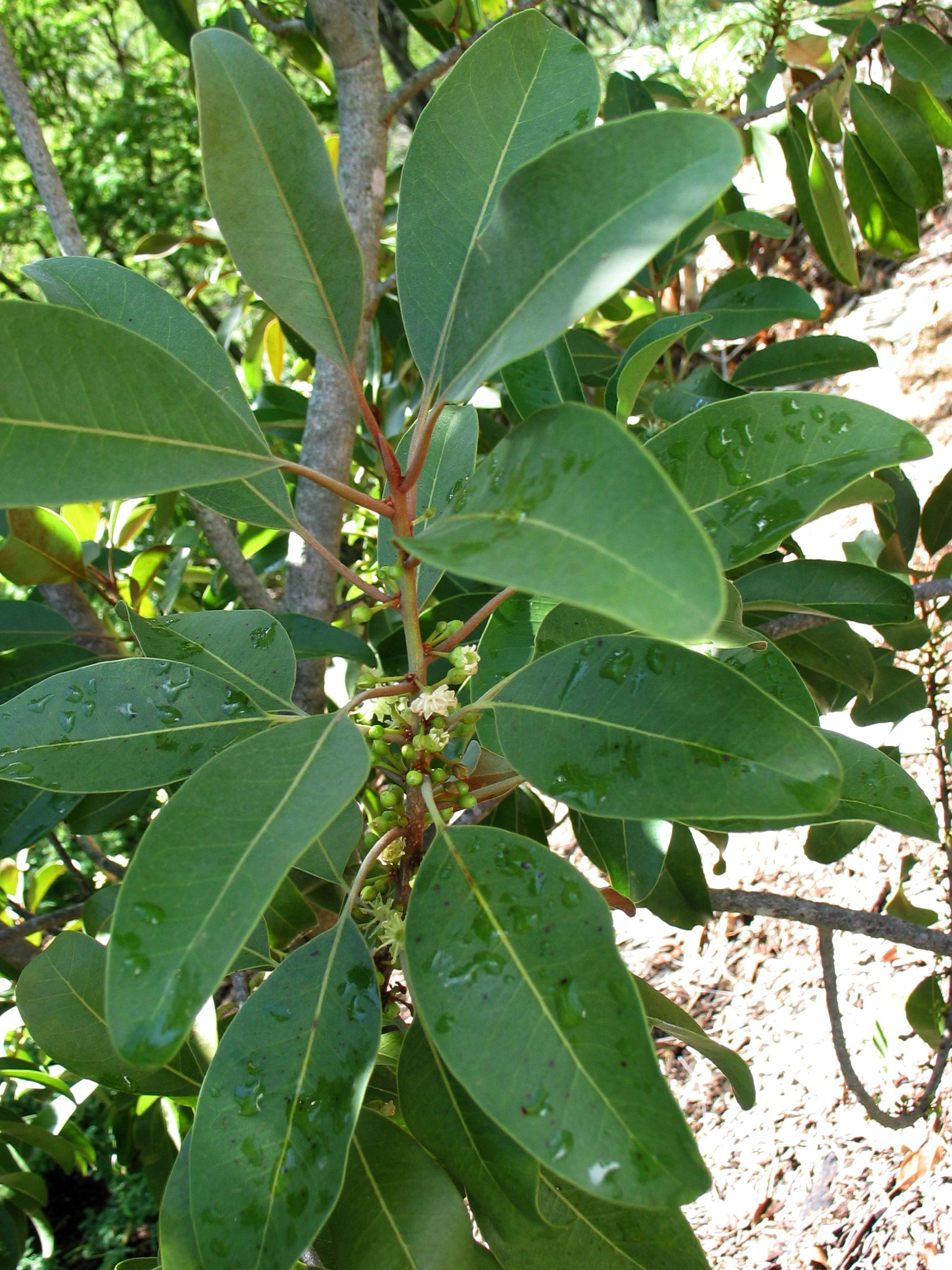
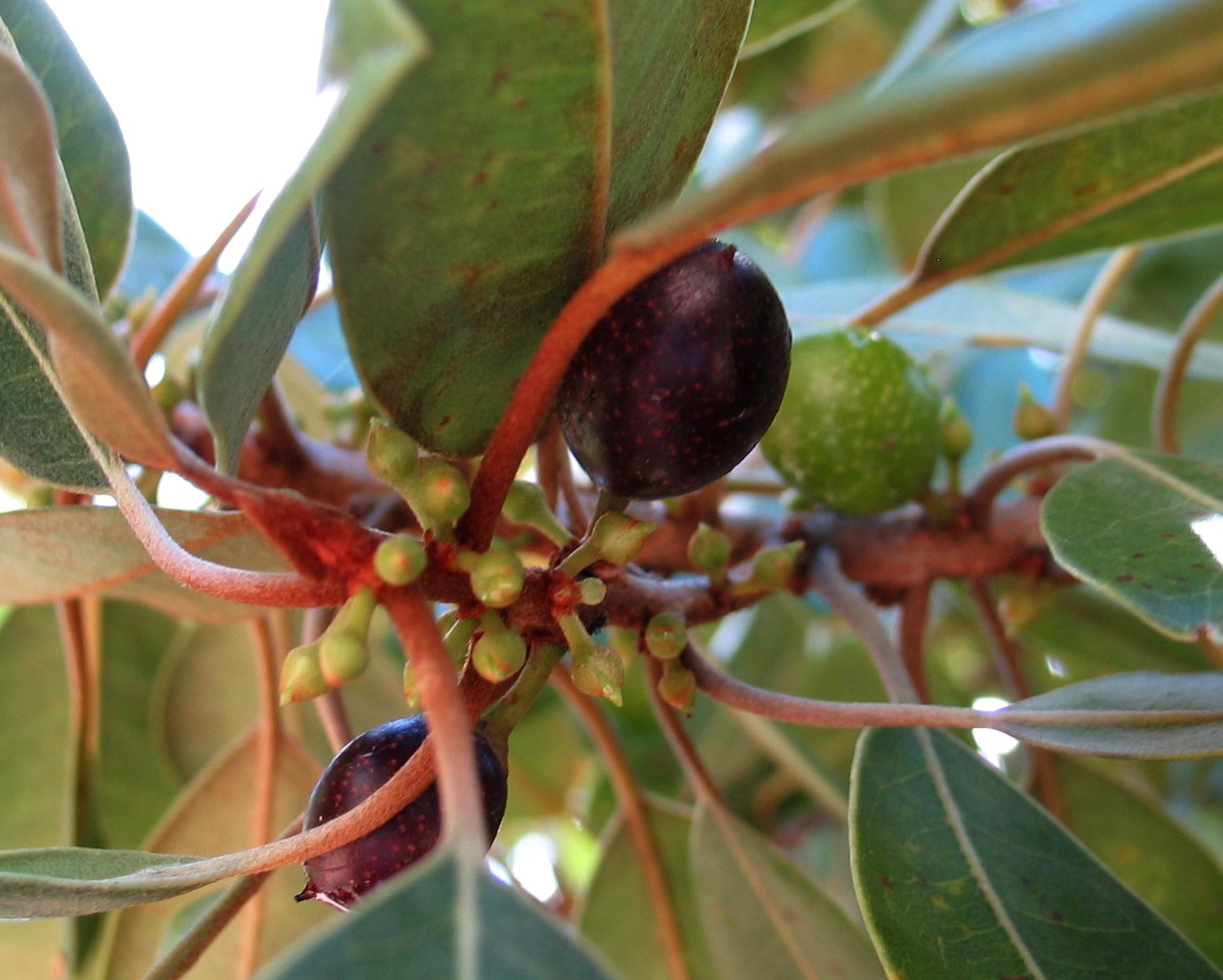
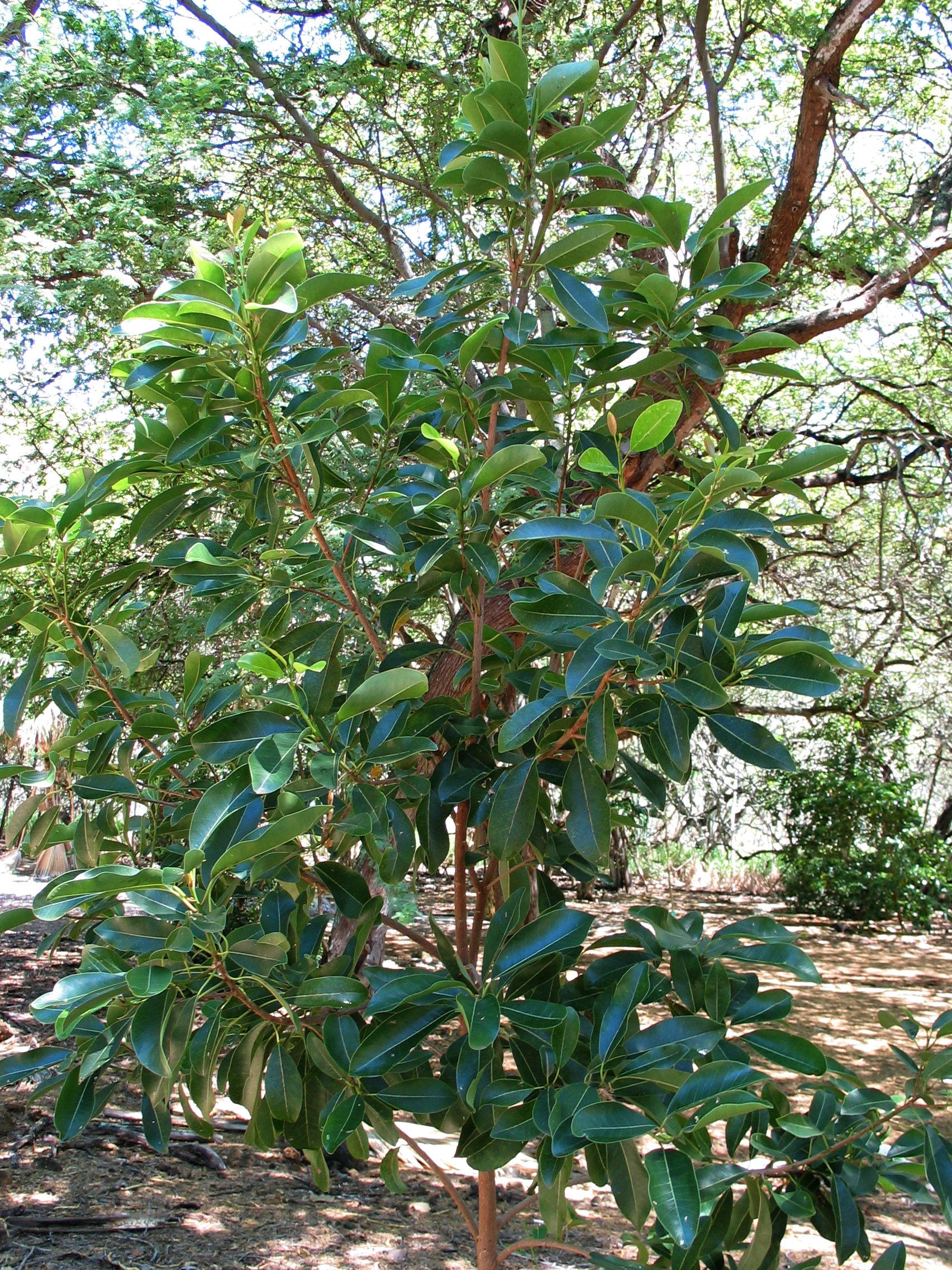